# 普蘭湖
47°28′10″N 10°48′20″E / 47.46944°N 10.80556°E

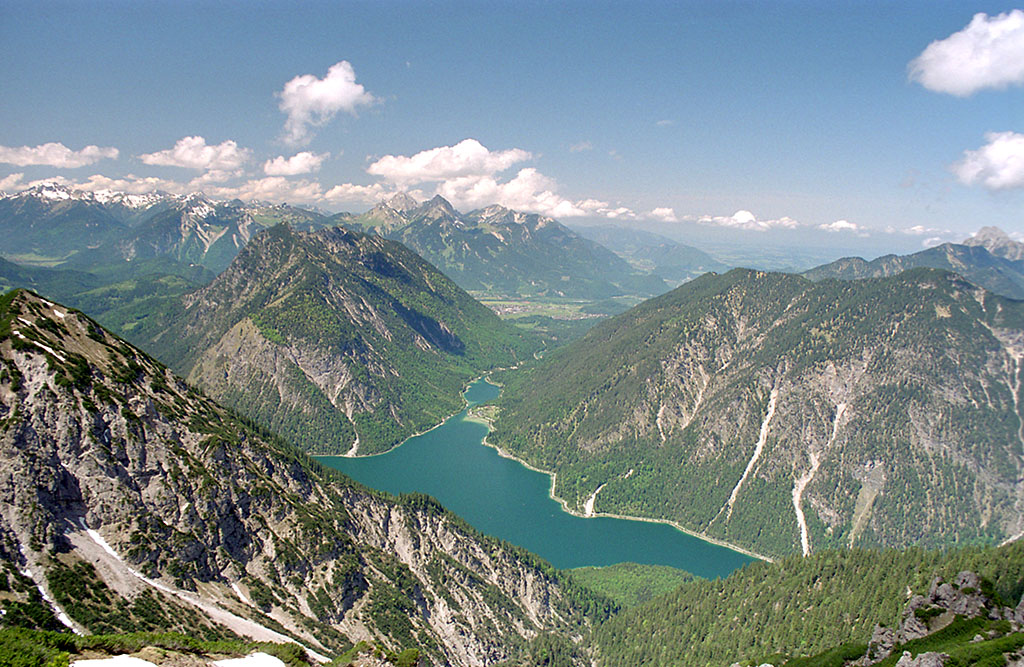

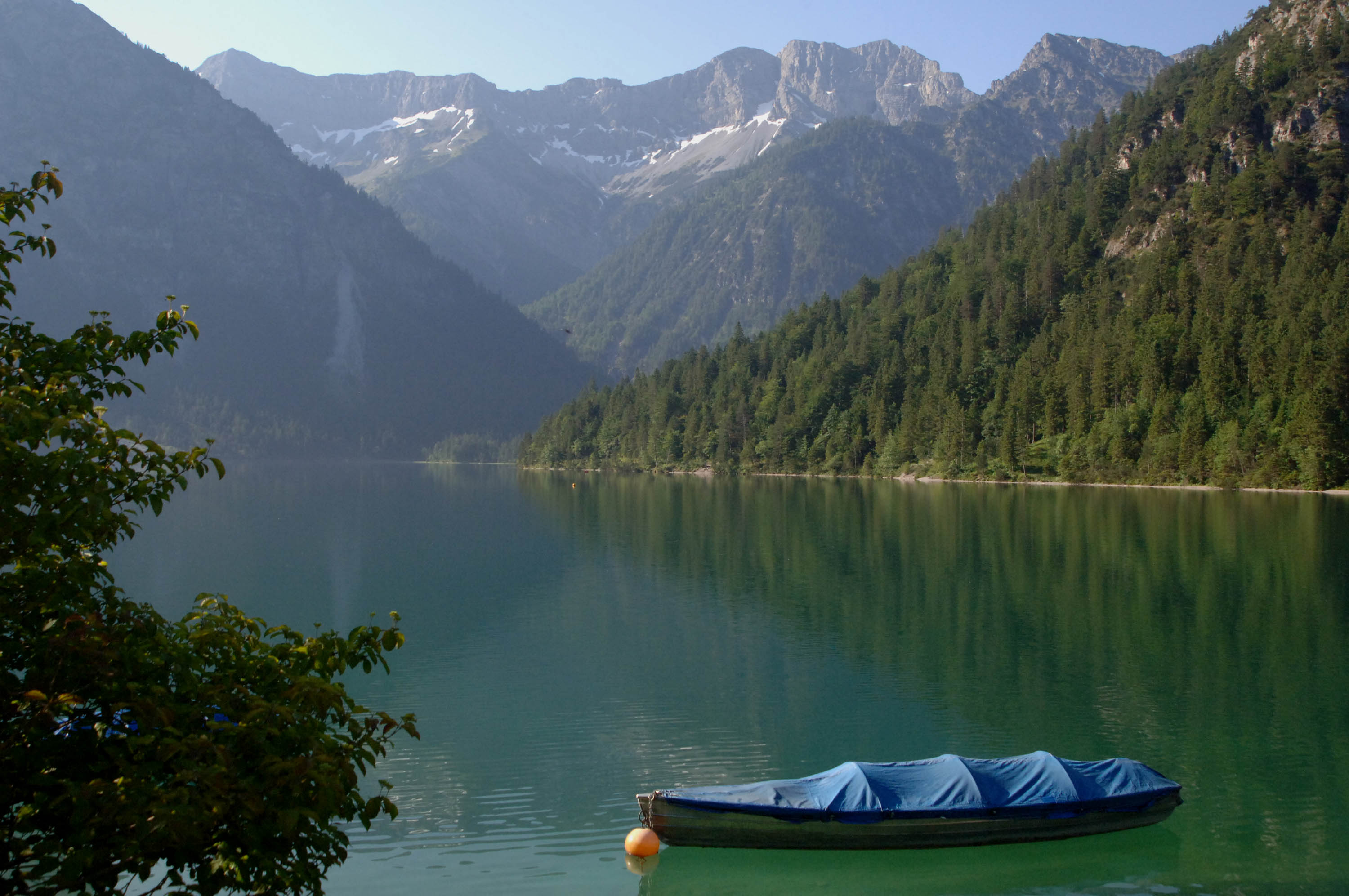

普蘭湖是奧地利的湖泊，由提洛州負責管轄，毗鄰與德國接壤的邊境，長5.7公里、寬1.3公里，面積2.87平方公里，海拔高度976米，最大水深78米，蓄水量710萬立方米。